# 阿什利鎮區 (明尼蘇達州斯特恩斯縣)
阿什利鎮區（英語：Ashley Township）是位於美國明尼蘇達州斯特恩斯縣的一個行政鎮區。

## 地方資料
阿什利鎮區的面積為108.92平方千米，當中陸地面積為108.51平方千米，而水域面積為0.41平方千米。根據2020年美國人口普查的數據，當地共有人口258人，而人口密度為每平方千米2.37人。